# ایستگاه لورنس ایست
ایستگاه لارنس ایست (انگلیسی: Lawrence East station) یک ایستگاه مترو در خط ۳ اسکاربرو متروی تورنتو در تورنتو، انتاریو، کانادا است.